# 8409 Валентаугустус
8409 Валентаугустус (8409 Valentaugustus) — астероїд головного поясу, відкритий 28 листопада 1995 року.
Тіссеранів параметр щодо Юпітера — 3,171.